# Sir Hilary Bray
Sir Hilary Bray is een personage uit Ian Flemings James Bond roman On Her Majesty's Secret Service (1969) en de gelijknamige film. De rol werd vertolkt door de Engelse acteur George Baker.
Sir Hilary Bray is zowel in het boek als in de film een genealoog en werkt bij het College of Arms in Londen. Als James Bond hem ontmoet laat hij hem Bonds familiewapen zien waar de zin The World Is Not Enough onder het wapen staat geschreven. Bond neemt Sir Hilary's rol over en vertrekt naar Zwitserland (waar ook de stem van James Bond werd ingesproken door George Baker). Hij doet zich voor als de genealogist zodat hij graaf de Bleuville (in de film graaf de Bleuchamp) kan ontmoeten. Bond ontdekt uiteindelijk dat Bleuville een en dezelfde is met zijn aartsvijand Ernst Stavro Blofeld. Bond wordt later echter door Blofeld ontmaskerd als James Bond.